# 鮫島事件
鮫島事件（さめじまじけん）は、匿名掲示板2ちゃんねるなど主に日本のインターネット上で時折言及される事件。「何らかの理由で真実が日本国政府と公安調査庁などに隠蔽されており絶対に語ってはならない内容である」という文脈で語られる項目である。
荻上チキによれば「インターネット黎明期の、アングラな空気が漂う匿名掲示板だからこそ起こった、思い出すのもおぞましい悲惨な事件」「インターネットの陰の部分を象徴する事件であるがゆえに、マスメディアで取り上げられることもなく、ウェブ上でひそかに語り継がれて」いる事件であり、「ウェブ上で事件についてはっきり語ってしまうと、大抵はその発言がすみやかに抹消されてしまう」ほど隠蔽されている事件だという。しかし、実際のところはただのジョークであり、このような事件は実在していないという。

## 概要
鮫島事件が知られるようになったのは、2001年5月24日に匿名掲示板2ちゃんねるのラウンジ@2ch掲示板（以下ラウンジ板）に立てられた「伝説の「鮫島スレ」について語ろう」というスレッドである。その最初の内容は
というもので、好奇心を誘う書き方であり、追随した人々が各々、事件の内容やネット上の反応について断片的な書き込みを始めた。その後、このスレッドを発端として鮫島事件に関するスレッドが幾つも立てられ、その流れの中で、「鮫島＝タブー」という暗黙のルールが出来上がり、人が死んだ、公安が絡んでいるなどの情報が追加されていった。
その後も、ふとしたきっかけから鮫島事件という名前を耳にした人の「鮫島事件とは何か」という書き込みに対して、片や「ネタ（真実を装った悪ふざけの意味）だからやめろ」という否定的な書き込みや、一方「あれは2ちゃんの影の部分だ」「あの事件のことを思い出させるな」などの書き込みがあり、本筋を伴わないまま断片的な情報だけがたくさん追加されていくことで、「本当のところは教えてもらえないけれど何かあるらしい」というイメージが形成され、事件の名称と共に流布されていくことになった。

## ニセ都市伝説
基本的に「鮫島事件は架空の事件であり、その存在自体が、新参者や本気にした者を釣るためのジョーク」である。鮫島事件とは「ウェブ上のハイパーリアリティの自走に自覚的な人たちが共犯となって、ハイパーリアリティを自分たちで構築していくゲーム」、「リテラシーを共有するためのネタ」、「互いのリテラシーを確認し合い、高め合うゲーム」であると定義される。何も起こっていない場所でも、何かが起こったことにすればコミュニケーションが継続することを参加者は知っており、「他の人もそのことを知っている」ことも参加者は知っている。一度騙されて鮫島事件の存在を信じてしまった者も、調べるうちにそれがただのジョークであり「リテラシーを共有するためのネタ」であることを知り、今度は騙す側へと回ってゆき、互いのリテラシーを高め合うゲームが続いていく。
廣田龍平は、匿名掲示板などで画像や書き込みをもとに集団で怖い話が共同構築され、コピペとして拡散する「ネット怪談」について検討する中で、「鮫島事件」について、ウェブ上のコンテンツでは過去ログが見当たらない・探せない・外部からの申請に基づきしばしば削除されるということを逆手に取ったネタであり、過去ログが見当たらないことが出来事の起こらなかった証明にならない、ネタであるにもかかわらず完全にネタとは言い切れないというリアリティを与えるとしている。
鮫島事件というジョークが定着した理由に、掲示板という顔の見えない文字だけのコミュニケーションであること、当時の2ちゃんねるは現在よりもアングラ色が強く、更に当時の2ちゃんねるは洒落や酔狂を好む気風が強かったことや、テレホーダイを利用する深夜の利用者が多かったことも、怖い作り話を歓迎する背景に繋がったという意見もある。
関連して、2ちゃんねるの初代管理人である西村博之の言葉として、「嘘は嘘であると見抜ける人でないと（掲示板を使うのは）難しい」というものが知られている。「鮫島事件」は実態不明・実在不明の事件であるにもかかわらず、その後も時折思い出したように言及され、「それだけはやばい」という反応が書き込まれる。このことは、2ちゃんねるに書き込まれた情報は、とりあえずは「嘘ではないか？」として疑いの思考を捨ててはならないことと、ことの真偽を読み手自身が検証しなければならないこと、そして、それが不可能な場合は、真偽の判断は保留したままで、ネタをネタとして楽しむこと、これらのいわゆる作法・ネチケットが求められているということを端的に示している。なお虚偽の情報が書き込まれることは2ちゃんねるに限らず、不特定多数が書き込むことができるウェブサイトにおいては（サイトの主旨にもよるが）普通に存在する、と、鮫島事件を虚であると定義した論説で引用されることがある。
荻上は、「裏2ちゃんねる」の存在をほのめかすネタや「南極のニンゲン」など、2ちゃんねるには「鮫島事件」に似たニセ都市伝説ゲームが多数あり、これらのイベントで釣られたという経験が共有されるたびに参加者のリテラシーは向上すると述べている。「鮫島事件」は、偽情報を含むコピペの拡散により2ちゃんねるに独特のリアリティが形成され議論の土台として機能してしまうことに対し、自覚を促す例となる。ただし、荻上は2ちゃんねるのこうしたリテラシーを確認し合う側面に対しては一定の評価をしているものの、個人のリテラシーには限度があるとして、リテラシーが相対的に低くとも騙されたりしないようなアーキテクチャが設計されるほうがいいと述べている。
なお発端となるスレッドが立ち、数千もの発言が交わされてから数日後、ラウンジ板にはそのスレッドを立てた張本人を名乗る者が現れ、鮫島事件について知っている口ぶりで、発端となるスレッドを立てた人物>>1と、同スレッドで鮫島事件について執拗に質問を繰り返すレス番号>>16が同一のID（識別子）であることを指摘し、これは自分が発想したジョークであり、序盤の>>1番から>>30番までの書き込みの多くは自分の自作自演であると説明している。

## 実在説の展開
発端となるスレッドを立てた張本人を名乗る者により、事件がジョークであると宣言された。しかしその後もこの事件の話は収束せず、鮫島事件は語り継がれ、虚偽の情報が追加され続けている。

## 小説化
- 第6回メフィスト賞を受賞したミステリー作家の積木鏡介が、作家の英語圏進出プロジェクト「The BBB」で都市伝説刑事シリーズを刊行。2016年8月に発売された『都市伝説刑事 事件4: 鮫島事件』[14]では、鮫島事件が扱われている。なお、本作は日本語版・英語版の電子書籍が発売されている。

## 映画化
- 映画制作会社ジョリー・ロジャーは「鮫島事件」にまつわる恐怖を題材とした映画『2ちゃんねるの呪い 劇場版』を制作[15][5]、2011年8月6日に公開した[16]。主演は「アイドリング!!!」の尾島知佳、監督は永江二朗。ジョリー・ロジャーはDVDで2ちゃんねるの怖いスレッドを題材にした『2ちゃんねるの呪い』シリーズをリリースしており、この中でも鮫島事件を題材にしている。
- 2011年、エミューエンタテイメントは鮫島事件を題材にした映画『鮫島事件』の制作を予定しており[17]出演者も募集していたが[18]、その後の動きはない。
- 2020年、『真・鮫島事件』のタイトルで映画化され11月27日に公開[19][20][21]。主演は武田玲奈。監督は永江二朗が『2ちゃんねるの呪い 劇場版』に続きメガホンを取る。

## 備考
- 1968年6月に日本経済新聞記者の鮫島敬治が中国当局によってスパイ容疑で逮捕され、1年半に渡って拘留された事件は鮫島事件と呼称されている。日中記者交換協定参照。
- 「週刊将棋」（日本将棋連盟発行の週刊紙）連載の漫画『輪廻の香車（ヤリ）』（むらまつり誠画、亜木冬彦原作）中での棋士殺人事件の一つが「鮫島事件」と呼称されている。